# Schistura quasimodo
Schistura quasimodo är en fiskart som beskrevs av Maurice Kottelat 2000. Schistura quasimodo ingår i släktet Schistura och familjen grönlingsfiskar. IUCN kategoriserar arten globalt som starkt hotad. Inga underarter finns listade i Catalogue of Life.